# JUNE (歌手)
JUNE（ジューン、1987年1月2日 - ）は、韓国出身の歌手、作詞家、作曲家、編曲家。男性ボーカルグループWAZZ UPのメンバー。身長181cm。
スターダストプロモーション所属で、　所属レコード会社はソニー・ミュージックレコーズ内のSony Records。

## 来歴・人物
2003年16歳で出演した韓国SBS放送局のカラオケ番組で韓国R&BグループBROWN EYED SOULの曲を1人で4通りの声を使い分けながら見事に歌い上げ、ネットで話題となる。
所属事務所のアーティストの楽曲にフィーチャリング参加。
musiqの楽曲「LOVE」のカバーが入ったデモテープが日本のプロデューサーの耳にとまり、松尾“KC”潔が自らソウルへ出向き日本でのデビューが決定。その時6月だったため、アーティスト名をJUNEとした。
2005年7月初来日。2006年11月15日、「Baby It's You」でデビュー。
2011年9月からは、3人組ヴォーカル・ラップ・グループ、WAZZ UPのボーカルとしても活動している。
2015年から2016年までは兵役義務に就くため活動休止。2017年6月に作詞家、作曲家、編曲家として再始動。母国語である韓国語、そして堪能な日本語力を活かし、嵐、w-inds.、GFRIENDなどに楽曲提供を行っている。
自身が作詞・作曲・編曲・プロデュースした同じ事務所の4人組グループ・EBiSSHと、3人組グループ・さとり少年団（SBC）による合同プロジェクト・ONE N' ONLYの2ndシングル「Dark Knight」が2019年5月20日付オリコン週間シングルランキングで1位を獲得した。続く3rdシングル「Category/My Love」もオリコン週間シングルランキングで初登場1位を獲得。

## ディスコグラフィー

### シングル
|        | リリース | タイトル          | 備考                                                       | 規格   | 生産番号  | c/w                                      |        |
| 2006年 | 2006年   | 2006年            | 2006年                                                     | 2006年 | 2006年    | 2006年                                   | 2006年 |
| ------ | -------- | ----------------- | ---------------------------------------------------------- | ------ | --------- | ---------------------------------------- | ------ |
| 1st    | 11月15日 | Baby It's You     | 初回仕様は、「BLEACH」絵柄ワイドラベルステッカー           | CD     | SRCL-6428 | ディスコティック☆ロマンティック LOVE     |        |
| 2007年 |          |                   |                                                            |        |           |                                          |        |
| 2nd    | 3月7日   | Pride of Tomorrow | 初回仕様は、「D.Gray-man」オリジナルワイドラベルステッカー | CD     | SRCL-6500 | Clap Lately                              |        |
| 3rd    | 7月11日  | You and me        |                                                            | CD     | SRCL-6591 | Crazy without                            |        |
| 2009年 |          |                   |                                                            |        |           |                                          |        |
| 4th    | 3月11日  | Always            |                                                            | CD     | SRCL-6974 | Reason to believe Can We Talk (JUNE mix) |        |

### アルバム
| 1st | 6月18日 | I.L.X |  | CD | SRCL-6802 |

## タイアップ一覧
| 曲名              | タイアップ                                           | 収録作品                      |
| Baby It's You     | ◆テレビ東京系アニメ『BLEACH』エンディングテーマ      | シングル「Baby It's You」     |
| Pride of Tomorrow | ◆テレビ東京系アニメ『D.Gray-man』エンディングテーマ  | シングル「Pride of Tomorrow」 |
| I.L.X             | ◆TBS系『ランク王国』2008年6・7月度オープニングテーマ | アルバム「I.L.X」             |
| Always            | ◆MBSドラマ『執事喫茶にお帰りなさいませ』挿入歌       | シングル「Always」            |

## 出演

### ドラマ
- 執事喫茶にお帰りなさいませ（2009年1月7日 - 3月25日、MBS） - 雪江 役

### テレビ番組
- テレビでハングル講座 (2019年6月 - 2022年3月、NHK Eテレ）
- ハングルッ!ナビ (2022年4月 - NHK Eテレ)- スキットドラマに本人名義で出演

### インターネット
- K-COOK フジテレビ無料動画サイト「見参楽」（みさんが!） - 2011.7.26〜 6ヶ月配信